# ماريا أوخينيا سانشيز
ماريا أوخينيا سانشيز (بالإسبانية: María Eugenia Sánchez) مواليد 25 يوليو 1969، هي لاعبة كرة يد إسبانية سابقة. مثلت منتخب إسبانيا لكرة اليد للسيدات. شاركت في دورة الألعاب الأولمبية الصيفية سنة 1992.

## روابط خارجية
- ماريا أوخينيا سانشيز على موقع أوليمبيديا (الإنجليزية)